# Lijst van afleveringen van Flodder (seizoen 4)
Dit is een lijst van afleveringen van seizoen 4 van de televisiereeks Flodder. De Nederlandse komedieserie die draait om het fictieve asociale gezin Flodder. Gastrollen die ingesprongen staan, staan niet op de aftiteling.
| Nr. | Titel               | Schrijver(s)                                                                     | Regisseur        | Uitzenddatum     |  |
| --- | ------------------- | -------------------------------------------------------------------------------- | ---------------- | ---------------- |  |
| 1 | Tatoeage            | Verhaal en scenario: Wijo Koek                                                   | Myrna van Gilst  | 23 januari 1998  |  |
| Dochter Kees blijkt een tatoeage, die enkel een nummer bevat, op haar bil te hebben. Ze laat hem verwijderen, maar dan krijgen de Flodders ongewenst bezoek van mensen die geïnteresseerd zijn in de tatoeage. |                     |                                                                                  |                  |                  |  |
| 2 | Vlees               | Verhaal: Dick Maas en Wijo Koek, Scenario: Wijo Koek                             | Martin Lagestee  | 30 januari 1998  |  |
| De Flodders willen gaan barbecueën dus bestelt Johnnie wat vlees bij Kareltje. Die laat echter een levend kalf bezorgen.                                                                                       |                     |                                                                                  |                  |                  |  |
| 3 | Vormfouten          | Verhaal: Dick Maas en Wijo Koek, Scenario: Wijo Koek                             | Martin Lagestee  | 6 februari 1998  |  |
| De sociale dienst van Zonnedael besluit zwartwerken hard aan te gaan pakken. Voor de Flodders een ramp. |                     |                                                                                  |                  |                  |  |
| 4 | Laatste wens        | Verhaal: Dick Maas en Wijo Koek, Scenario: Wijo Koek                             | Myrna van Gilst  | 13 februari 1998 |  |
| Zoon Kees is van mening dat zijn leven geen zin meer heeft. De andere Flodders proberen hem te helpen. |                     |                                                                                  |                  |                  |  |
| 5 | Lijmpoging          | Verhaal: Dick Maas en Wijo Koek, Scenario: Wijo Koek                             | Martin Lagestee  | 20 februari 1998 |  |
| Ma Flodder wil het huis opnieuw behangen. Toevallig weten Toet en Henkie in de garage nog wat papier te liggen.                                                                                                |                     |                                                                                  |                  |                  |  |
| 6 | Gijzeling           | Verhaal: Dick Maas en Wijo Koek, Scenario: Wijo Koek                             | Allard Bekker    | 27 februari 1998 |  |
| Een ontsnapte bankovervaller gijzelt een aantal inwoners van Zonnedael, waaronder Ma Flodder. |                     |                                                                                  |                  |                  |  |
| 7 | Vriezen en dooien   | Verhaal: Dick Maas en Wijo Koek, Scenario: Wijo Koek                             | Marc Nelissen    | 6 maart 1998     |  |
| Johnnies vriend Gus wil zich laten invriezen tot er een geneesmiddel tegen zijn ziekte is gevonden. Hij biedt Johnnie een groot bedrag aan als Johnnie zijn vrieskist beschikbaar stelt.                       |                     |                                                                                  |                  |                  |  |
| 8 | Gluren bij de buren | Verhaal: Dick Maas en Wijo Koek, Scenario: Wijo Koek                             | Martin Lagestee  | 13 maart 1998    |  |
| De BVD wil de overbuurman van de Flodders in de gaten houden. Hiervoor plaatsen ze een agent in het huis van de Flodders.                                                                                      |                     |                                                                                  |                  |                  |  |
| 9 | Videogeweld         | Verhaal: Dick Maas en Wijo Koek, Scenario: Wijo Koek                             | Marc Nelissen    | 20 maart 1998    |  |
| De jeugd in Zonnedael wordt steeds agressiever. De vraag is of de schuld bij de Flodders of bij de videotheek ligt.                                                                                            |                     |                                                                                  |                  |                  |  |
| 10 | Vindersloon         | Verhaal: Dick Maas en Wijo Koek, naar idee van Esther Prade. Scenario: Wijo Koek | Martin Lagestee  | 27 maart 1998    |  |
| Toet en Henkie stelen overal in Zonnedael dieren om later de beloning voor het “vinden” van de “weggelopen dieren” te ontvangen.                                                                               |                     |                                                                                  |                  |                  |  |
| 11 | 1 april             | Verhaal: Dick Maas en Wijo Koek, Scenario: Wijo Koek                             | Hans Scheepmaker | 3 april 1998     |  |
| Het is 1 april, en Toet en Henkie halen een grap uit met Johnnie. Deze mist daardoor een belangrijke afspraak.                                                                                                 |                     |                                                                                  |                  |                  |  |
| 12 | Schijnvertoning     | Verhaal en scenario: Robert Alberdingk Thijm                                     | Hans Scheepmaker | 10 april 1998    |  |
| Johnnie probeert geld te verdienen met een schijnhuwelijk. |                     |                                                                                  |                  |                  |  |
| 13 | Huisarrest          | Verhaal: Dick Maas en Wijo Koek, Scenario: Wijo Koek                             | Myrna van Gilst  | 17 april 1998    |  |
| Zoon Kees wordt veroordeeld tot huisarrest. Een elektronische band om zijn enkel moet ervoor zorgen dat hij zich hier ook aan houdt.                                                                           |                     |                                                                                  |                  |                  |  |

## Tatoeage

### Verhaal
Wanneer dochter Kees een nieuwe bikini aantrekt, valt de andere familieleden op dat ze een tatoeage op haar bil heeft. Deze tatoeage, die enkel uit een naam en een lang nummer bestaat (RAJIDDEBRUIN530972088631), heeft ze ooit laten aanbrengen op aandringen van haar ex-vriendje Rajid.
Kees wil dolgraag van de tatoeage af. Op advies van Sjakie laat ze hem operatief verwijderen.
De Flodders krijgen de verrassing van hun leven als Rajid en zijn vrienden opeens hun huis binnendringen. Ze willen de tatoeage van Kees nog eens bekijken. Wanneer Rajid echter ontdekt dat de tatoeage weg is, schrikt hij hier zo van dat de Flodders hem en zijn vrienden kunnen overmeesteren. Rajid wordt gedwongen te onthullen wat er nu zo speciaal is aan die tatoeage. Het blijkt dat het nummer op de tatoeage de code is van een kluis waarin Rajid een tijd terug de buit van een overval heeft verstopt. Hij was bang de code te vergeten en heeft dochter Kees derhalve als 'levend kladblok' gebruikt.
De Flodders vinden de kluis in Rajids auto. De tatoeage is weg en niemand weet nog het nummer. Zoon Kees komt uiteindelijk met de oplossing: hij heeft buiten dochter Kees' weten om foto's van haar gemaakt onder de douche. Op de foto is duidelijk het nummer te zien. Wanneer de Flodders de kluis openen blijkt de buit echter te bestaan uit peperdure antieke kunstvoorwerpen. Vermoedelijk zal het nog jaren duren voordat de roof waarbij die spullen werden buitgemaakt verjaard is.
De Flodders dumpen Rajid en zijn vrienden in een auto vlak bij het politiebureau. Ze verstoppen in deze auto ook de autoradio's die Kees laatst gestolen had zodat Rajid weer zal worden opgesloten. De kluis wordt weer opgeborgen totdat de misdaad is verjaard en de Flodders wat kunnen verdienen aan de inhoud. Dochter Kees staat erop dat de foto's van haar worden verbrand. Om er toch voor te zorgen dat ze de combinatie niet vergeten, tatoeëert Johnnie deze op de rug van zoon Kees.

### Gastrollen
- Dick van den Toorn – Zorgverzekeraar
- Just Meijer – Rajid de Bruin
  - Erik de Bruyn en Najib Amhali – Maat van Rajid #1
  - Patrick Brunsveld – Maat van Rajid #2
  - Ranjen Pathmamanoharan – Maat van Rajid #3
  - Jan Ad Adolfsen – Agent #1
  - Olga van Weelie – Agent #2

## Vlees

### Verhaal
Het is warm weer en dus heeft Ma Flodder geen zin om in de keuken te gaan staan koken. Ze besluit dat de familie die avond zal gaan barbecueën.
Johnnie regelt bij Kareltje goedkoop wat vlees. Maar het is weer eens niet wat je zou verwachten: Kareltje laat namelijk een levend kalf bezorgen bij de familie Flodder.
De Flodders kunnen het niet over hun hart verkrijgen het kalf zelf te slachten. Ze huren een professionele huurmoordenaar in, maar die heeft ook een zwak voor dieren. Tot overmaat van ramp ontsnapt het kalf en verstoort het de barbecue van de buren. Johnnie en zoon Kees zoeken het kalf in heel Zonnedael, maar tevergeefs.
Alles komt onverwacht toch nog op zijn pootjes terecht. Doordat de barbecue van de buren is verstoord gooien deze het vlees dat ze nog over hadden weg. Johnnie en Kees vinden de complete vleesschotel onaangetast in de prullenbak en nemen deze mee. Zo hebben de Flodders die avond toch nog hun barbecue.

### Gastrollen
- Miguel Stigter – Kareltje
- Hans van Hechten – Van Putten
- Marloes van den Heuvel – Buurvrouw Vonk
- Lettie Oosthoek – Buurvrouw Neuteboom
- Ben Ramakers – Huurmoordenaar
  - Arthur Japin – Buurman Vonk
  - Helen Hedy Pavias – Dame
  - Dana Dool – Vrouw met kinderwagen

## Vormfouten

### Verhaal
Het zit de Flodders niet mee. Het gemeentebestuur van Zonnedael heeft besloten zwartwerken extra sterk aan te pakken. Daar de Flodders alleen maar zwartwerken hebben ze dus geen inkomen meer. Ze kunnen echter niet riskeren door een nog niet bekende inspecteur betrapt te worden.
Johnnie neemt de zaken in eigen hand. Hij besluit een lijstje te maken van alle mensen die mogelijk inspecteur kunnen zijn en besluit deze mensen te ontlopen. Ook ontwikkelt hij een aantal ongewone verdedigingsmanoeuvres. De inspecteur blijkt Johnnies oude vriendin Leslie te zijn. Dan komt het op Sjakie aan om de familie weer eens te redden.

### Gastrollen
- Miguel Stigter – Kareltje
- Wivineke van Groningen – Leslie
- Laus Steenbeeke – Hennie
  - Ruud van de Steeg – Verdachte man
  - Fred Vaassen – Grote man

### Trivia
- Wivineke van Groningen, die Johnnies vriendin Leslie speelt, was in werkelijkheid ook de vriendin van Coen van Vrijberghe de Coningh.

## Laatste wens

### Verhaal
Zoon Kees zit weer in een dip, en dit keer erger dan ooit. Hij is doodongelukkig en maakt tegenover zijn familie bekend te willen sterven. Niemand van de Flodders neemt hem echter serieus. Pas na een mislukte zelfmoordpoging van Kees zien de Flodders de ernst van de situatie in. Ze besluiten Kees een handje te helpen bij zijn liefdesleven in de hoop dat dit hem er weer bovenop brengt.
Johnnie heeft een perfect idee hoe hij zijn broer aan een date kan helpen. De dame met wie hij hem opzadelt is een politieagente. Kees is echter zo blij met dit eerste echte afspraakje, dat hij de agente vrijwel alles over zijn familie vertelt. Dit heeft verstrekkende gevolgen…

### Gastrollen
- Miguel Stigter – Kareltje
- Frédérique Huydts – Sandra
  - Jan Ad Adolfsen – Agent
  - Mar-Lucy – Blonde Meid/Tara

## Lijmpoging

### Verhaal
Sjakie helpt Ma Flodder met het invullen van een formulier voor sociale bijstand. Met dit geld kunnen ze volgens hem het huis eens op laten knappen. Dit idee staat Ma wel aan en een van de eerste dingen die ze wil doen is het huis opnieuw behangen.
Johnnie en zoon Kees willen hier niets van weten. Huishoudelijke taken zijn, volgens hun, niets voor hen. Daarom gaan Toet en Henkie op zoek naar goed behangpapier. Ze vinden tot hun vreugde in de garage een aantal dozen met mooi 'papier'.
Als Johnnie en Kees terugkomen, blijkt de hele kamer te zijn behangen met het papier uit de garage. Johnnie is hier echter bepaald niet blij mee. Het papier in de garage was namelijk een groot aantal vellen vals Japans geld, en hun opdrachtgever kan elk moment op de stoep staan om het te komen halen…

### Gastrollen
- Miguel Stigter – Kareltje
- Laus Steenbeeke – Hennie
- Bruun Kuijt – Robbie
  - Ronald Beer – Japanner
  - Mike Meijer – Danny
  - Jan Pontier – Barman

## Gijzeling

### Verhaal
Ma Flodder en twee andere buurtbewoners doen hun dagelijkse boodschappen in de rijdende winkel van “Van Putten”. Op datzelfde moment vlucht een bankrover Zonnedael in, gevolgd door de politie. De overvaller dringt de winkel binnen en gijzelt alle vier de inzittenden.
Sjakie wordt erbij gehaald om te onderhandelen met de overvaller. Dit omdat een professionele onderhandelaar momenteel elders bezig is met een andere gijzeling. Johnnie en Zoon Kees ondernemen hun eigen reddingsacties. Ze willen een slaapgasgranaat de wagen in schieten, maar Kees schiet deze per ongeluk het huis van de Flodders in. Als plan B proberen ze via de riolen onder de wagen te komen. Door het slechte kompas van Kees verdwalen ze echter.
Terwijl van Putten en de buurtbewoners doodsangsten uitstaan, blijft Ma Flodder zo kalm als altijd en doet zich tegoed aan de etenswaren in de winkel. Als blijkt dat de overvaller een ex-vriendje van dochter Kees is, wordt zij erbij gehaald om met hem te onderhandelen. Deze onderhandeling doet echter meer kwaad dan goed, maar net als de politie besluit om de winkel te bestormen, schakelt Ma de overvaller uit met een fles wijn.
Sjakie is het oneens met de beslissing van de politie om zomaar de winkel te bestormen, en is van plan een grote schadevergoeding te eisen voor de Flodders. Johnnie en Kees komen na de hele nacht door de riolen te hebben gezworven weer boven de grond door een put 12 kilometer van Zonnedael.

### Gastrollen
- Miguel Stigter – Kareltje
- Hans van Hechten – Van Putten
- Marloes van den Heuvel – Buurvrouw Vonk
- Lettie Oosthoek – Buurvrouw Neuteboom
- Bert André – Buurman Neuteboom
- Michiel Varga – Gijzelnemer Udo Andriessen
  - Cees Geel – Bert Kluizinga
  - Petra van Hartskamp – Agent de Waal
  - Kees Scholten – Agent van Rijn
  - Jan Ad Adolfsen – Autoliefhebber
  - Paula Majoor – Buurvrouw
  - Cees Walraven – Agent afzetting
  - Nol Struvel – Agent Cordon
  - Tim de Zwart – Persmuskiet
  - David Vos – Persmuskiet
  - Arthur Japin – Buurman Vonk
  - Laus Steenbeeke – ME'er

### Trivia
- Uit deze aflevering komen negen fragmenten voor in de leader.

## Vriezen en dooien

### Verhaal
Gus, een vriend van Johnnie, is ongeneeslijk ziek. Voor Johnnie en diens kroegmaten niet echt prettig, want Gus is hun nog geld schuldig.
Gus komt echter met een plan. Hij wil zich laten invriezen na zijn dood, in de hoop weer te worden ontdooid als er een geneesmiddel tegen zijn ziekte is. Hij biedt Johnnie een grote lading geld aan als Johnnie zijn vrieskist ter beschikking stelt.
Zo gezegd, zo gedaan. Nadat Gus overlijdt, halen Johnnie en zoon Kees zijn lichaam op bij het "ZMS" (Zonnedael's Medische Centrum) en stoppen het in de vriezer van de Flodders. Maar niet iedereen is even blij met het feit dat Gus misschien ooit genezen wordt. Een medewerker van Gus zou namelijk na Gus’ dood al diens geld erven.
Die nacht valt de stroom uit. Johnnie en Kees proberen hun noodaggregaat te gebruiken, maar die zit zonder benzine. De twee gaan eropuit om benzine te stelen uit de auto's in de omgeving, maar worden betrapt en opgepakt.
De volgende dag blijkt het kwaad al geschied. Door de stroomuitval is Gus' lichaam ontdooid en de politie verklaart dat hij dood is. Voor de medewerker goed nieuws. Voor de Flodders minder: zij zitten nu met een lijk en moeten volgens de wet zorgen voor de afhandeling. Johnnie heeft een prima idee.
De medewerker bezoekt ondertussen Gus' notaris. Daar ontdekt hij tot zijn schok dat Gus' fortuin bestond uit een diamant die Gus in zijn tanden had laten plaatsen. Hij haast zich terug naar de Flodders, maar te laat. De Flodders hebben naar eigen zeggen het lijk verbrand en de as uitgestrooid bij de snelweg. In werkelijkheid hebben ze het lijk laten vermalen tot stukjes vlees voor Whisky.

### Gastrol
- Guus Dam – Gus Bouwman
- Kees Hulst – Boekhouder Gus
  - Miguel Stigter – Kareltje
  - Erik de Vries – Ziekenbroeder
  - Ger Smit – Dokter
  - Jan Ad Adolfsen – Agent
  - Hero Muller – Notaris

## Gluren bij de buren

### Verhaal
De Flodders zijn blijkbaar niet de enige criminele inwoners van Zonnedael. De politie verdenkt hun overbuurman, Enrico, van illegale praktijken. De geheime dienst wil dan ook het huis van de Flodders gebruiken om de man continu in de gaten te houden.
Agent Schuringa, die in het huis wordt gestationeerd is, is bijzonder onder de indruk van dochter Kees en let dan ook meer op haar dan op Enrico. Ondertussen krijgt Johnnie een klusje aangeboden van Hennie. Pech is alleen dat ze hiervoor uitgerekend naar Enrico's huis moeten.
Johnnie weet dat ze afgeluisterd worden en probeert dan ook zo min mogelijk belastende dingen te zeggen. Dit lukt echter maar matig, en tot overmaat van ramp vindt Enrico de afluistermicrofoontjes. Dan doet de politie een inval en arresteert Enrico. Johnnie wordt ook gearresteerd, maar dan komt Schuringa tussenbeide. Hij is zo verliefd geworden op dochter Kees dat hij haar niet ongelukkig wil maken met het feit dat haar broer naar de gevangenis moet. Daarom heeft hij expres wat gaten in de opgenomen gesprekken geknipt zodat het lijkt alsof Johnnie niets wist van Enrico's praktijken en meende dat er een auto te koop stond.
Schuringa koopt na afloop echter het huis van Enrico. Voor Johnnie en dochter Kees het teken om voorlopig de gordijnen dicht te houden en niet over werk te praten.

### Gastrollen
- Laus Steenbeeke – Hennie
- Harry van Rijthoven – Man van Binnenlandse Veiligheidsdienst
- Victor Löw – Geheimagent Schuringa
- Carol van Herwijnen – Enrico
  - Paula Majoor – Buurvrouw #1
  - Lucie de Lange – Buurvrouw #2

## Videogeweld

### Verhaal
Het leven in Zonnedael wordt steeds onaangenamer en de Flodders zijn niet de enige oorzaak. Om een of andere reden worden de kinderen in de wijk steeds agressiever en gewelddadiger.
De buurtbewoners geven allemaal de Flodders de schuld, maar Sjakie, die bekendstaat om zijn tolerante houding tegenover de familie, heeft een andere mening. Volgens hem is de nieuwe videotheek, die een groot aantal gewelddadige films verhuurt, de boosdoener. Hij toont zelfs enkele films ter bewijs en haalt het gemeentebestuur erbij.
De politie snapt echter niets van Sjakies goede bedoelingen. Zij zien hem als degene die de video's verspreidt en arresteren Sjakie.
Uiteindelijk blijkt dat Van Putten de veroorzaker is van de gewelddadigheid van de kinderen: hij had ijsjes te koop waar verboden kleurstoffen in zaten en die kleurstoffen waren de oorzaak van het probleem. Sjakie eet ook van het ijs en als de wethouder wat negatiefs over hem zegt, valt hij de wethouder aan. De ijsjes worden in beslag genomen, dit met onvrede van Johnnie en Kees.

### Gastrollen
- Laus Steenbeeke – Hennie
- Edmond Classen – Wethouder
- Hans van Hechten – Van Putten
- Hanneke Riemer – Buurvrouw
  - Paula Majoor – Buurvrouw
  - Martine Spaans – Brutale meid
  - Kelly Lee Steen – Brutale meid
  - Tabe Mars – Kind
  - Polly Mars – Kind
  - Lucie de Lange – Buurvrouw
  - Kelly Lee Steen – Meisje met springtouw
  - Christo Hulst – Agressief jongetje
  - Hein van Beem – Videotheekeigenaar
  - Paul van Soest – Agent de Beuk
  - Frank Rigter – Agent Timmers
  - Mandy de Graaf – Rian
  - Frits Jansma – Man van de garage
  - Jacob Dijkstra – Ambtenaar
  - Ab den Hartog – Buurtbewoner

## Vindersloon

### Verhaal
Johnnie rijdt per ongeluk een hond aan. Toet en Henkie herkennen het dier meteen van enkele opsporingsposters. De hond is dagen geleden weggelopen en de eigenaar biedt een forse beloning voor wie de hond terugbrengt. De hond heeft de aanrijding niet overleefd, dus kunnen de Flodders de beloning wel vergeten.
Het brengt Toet en Henkie echter wel op een idee. Ze besluiten om overal in Zonnedael dieren te stelen en het te laten lijken alsof ze zijn weggelopen. Wanneer de eigenaren dan beloningen uitloven voor wie hun dieren terugbrengt, kunnen zij die mooi opstrijken. Ze verstoppen de dieren in de kelder van hun huis.
Ondertussen zit Ma Flodder ook met een probleem: zoon Kees komt binnenkort uit de gevangenis, en ze wil iets speciaals voor hem klaar maken.
Dan gaat het plan van Toet en Henkie onverwacht mis. Whisky dringt de kelder binnen en is niet gediend van de dieren daar. Hij eet ze allemaal op, behalve een gans. Als Ma de kelder inkomt en de gans opmerkt, brengt dit haar op een idee. De eigenaren van de gans ontdekken de waarheid en komen naar de Flodders om hun dier terug te eisen. Maar ze zijn te laat. Ma heeft het dier al gebraden als feestmaal voor zoon Kees.

### Gastrollen
- Lucie de Lange – Buurvrouw
- Marloes van den Heuvel – Buurvrouw Vonk
- Metta Gramberg – Buurvrouw
  - Allard Schenkkan – Kind #1
  - Mandy de Graaf – Kind #2
  - Tessa Velsink – Andrea
  - Joke van Laar – Vriendin
  - Erik de Vries – Agent
  - Hans van Hechten – Van Putten

## 1 april

### Verhaal
Het is 1 april. Zoon Kees heeft echter totaal geen verstand van het uithalen van grappen en is derhalve zelf vaak het slachtoffer. Toet en Henkie daarentegen hebben een groot aantal grappen uitgedacht. Zo laten ze Johnnie denken dat de vriend van Sascha, de vrouw met wie hij op dat moment in bed ligt, voor de deur staat.
Johnnie heeft niet veel tijd om wraak te nemen aangezien hij en Kees naar een belangrijke afspraak moeten met Hennie en een paar onderwereldfiguren. Johnnie zal enkele gestolen spullen afleveren. Toet en Henkie blijken ook Johnnies auto te hebben aangepakt. Ze hebben de claxon gesaboteerd zodat deze niet meer kan worden afgezet. Hierdoor houdt Johnnies auto ermee op. Gelukkig komt net Sjakie voorbij, want de wethouder had als 1 aprilgrap verteld dat het huis van de Flodders in brand staat. Johnnie en Kees lenen zijn auto en haasten zich naar de plek van de afspraak.
Op de afgesproken plek beginnen de criminelen die Johnnie hadden ingehuurd hun geduld te verliezen. Wanneer Johnnie en Kees arriveren in Sjakies auto houden de criminelen zich verborgen omdat ze het tweetal niet herkennen (ze zitten immers in een andere auto dan Hennie had beschreven). Derhalve gaan Johnnie en Kees ervan uit dat de afspraak niet door gaat en vertrekken weer.
Kort daarna arriveert Sjakie op de afgesproken plaats met Johnnies auto, die hij weer aan de praat had gekregen. Uiteraard weet hij niets van 'spullen die afgeleverd zouden worden'. Dan arriveert ook nog eens de politie. Gelukkig voor Hennie en de criminelen vinden de agenten onder de motorkap van Johnnies auto enkel een briefje met de tekst '1 april' (dat Toet en Henkie daar hadden geplaatst als onderdeel van hun claxongrap) en denken dat hun collega's een grap met ze hebben uitgehaald.
Aan het eind van de dag zitten Johnnie, Kees en Hennie in het café waar Johnnie wanhopig de situatie uit probeert te leggen. Zoon Kees probeert nog een keer zelf een 1 aprilgrap uit te halen, en ditmaal met succes. Hij weet Johnnie ervan te overtuigen dat zijn nieuwe vriendin een undercover agente is zodat hij haar dumpt. Alleen moet hij deze grap wel met een klap in het gezicht bekopen.

### Gastrollen
- Laus Steenbeeke – Hennie
- Marcel Faber – Crimineel
- Felix-Jan Kuypers – Handlanger
  - Miguel Stigter – Kareltje
  - Edmond Classen – Wethouder
  - Lettie Oosthoek – Buurvrouw Neuteboom
  - Bert André – Buurman Neuteboom
  - Filip Bolluyt – Buurtbewoner
  - Diana Sno – Sascha
  - Anouk Broersma – Miriam

### Trivia
- Bij deze aflevering ontbreekt de totale aftiteling

## Schijnvertoning

### Verhaal
Johnnie is weer eens platzak, maar Hennie heeft een perfecte klus voor hem. Johnnie moet doen alsof hij gaat trouwen met een Poolse vrouw. Op die manier zal de vrouw in kwestie een verblijfsvergunning krijgen en in Nederland mogen gaan wonen en werken. Johnnie zal hier een grote beloning voor krijgen.
Johnnie gaat akkoord. Hij laat Sjakie het huwelijk voltrekken en zoon Kees als getuige optreden. De vrouw heeft niet door dat het huwelijk maar in scène gezet is om haar aan een verblijfsvergunning te helpen. Die avond staat ze dan ook bij Johnnie op de stoep en trekt bij de Flodders in.
Gelukkig voor Johnnie heeft Sjakie een fout gemaakt. Hij is vergeten om de getuigen te vragen hun handtekening op de trouwakte te zetten. Derhalve is het huwelijk onwettig. Om er nog eens een schepje bovenop te doen toont Johnnie de vrouw zogenaamd zijn medische dossier, waarin staat dat hij aan een groot aantal besmettelijke ziektes lijdt.

### Gastrollen
- Wim van der Grijn – Harold
- Jules Hamel – Notaris
- Eva van Heijningen – Agnieszka Baljuk
  - Laus Steenbeeke – Hennie
  - Jan Pontier – Barman
  - Vincent van de Akker – Man vreemdelingendienst
  - Jet de Jong – Vrouw vreemdelingendienst
  - Erlijn Boersma – Lekkere meid

## Huisarrest

### Verhaal
Zoon Kees is betrapt bij misdaad. Echter, in plaats van de gevangenis in te gaan mag hij als alternatieve straf onder huisarrest worden geplaatst. Hij krijgt een elektronische band om zijn enkel die hem zal elektrocuteren als hij meer dan 10 meter bij het alarmkastje dat in huis staat vandaan gaat.
Terwijl de rest van de Flodders een dagje naar het strand gaan moet Kees thuisblijven. Hij maakt die dag echter de raarste dingen mee. Een groep buurtbewoners vallen het huis aan, maar als Kees een schok van zijn enkelband krijgt denken ze dat ze te ver zijn gegaan en vluchten weg. Kees wordt het doelwit van twee ontvoerders, maar uit angst nog eens een elektrische schok te krijgen slaat hij hard van zich af. Tot overmaat van ramp komt dan ook nog eens een inbreker het huis binnen en steelt het kastje. Daardoor is Kees gedwongen de achtervolging in te zetten en te zorgen dat hij binnen de veilige afstand van 10 meter blijft. Door deze achtervolging kan de politie echter de inbreker arresteren. Als beloning hiervoor wordt het huisarrest ingetrokken.
De overige Flodders hebben pech: ze hebben de auto geparkeerd op een plaats die overstroomt bij vloed, waardoor ze lopend terug naar huis moeten.

### Gastrollen
- Hans van Hechten – Van Putten
- Rik Hoogendoorn – Agent #1
- Elle van Rijn – Vriendin van Johnnie
- Geert de Jong – Buurtbewoonster
  - Kriz Blanken – Agent #2
  - Erik Arens – Tennisjongen #1
  - Horace Cohen – Tennisjongen #2
  - Wiebe Pier Cnossen – Tennisjongen #3
  - Tim Zwart – Verslaggever #1
  - Philippe Hefting – Verslaggever #2
  - Paula Majoor – Buurvrouw
  - Shanna Matthew – Cindy
  - Erik de Bruyn – Aart
  - Jeroen Lopes Cardozo – Raymond
  - Willem Westermann – Inbreker
  - Ab den Hartog – Bewoner Zonnedael